# Psylliodes thlaspis
Psylliodes thlaspis es una especie de insecto coleóptero de la familia Chrysomelidae. Fue descrita en 1860 por Foudras.